# Похил (положення, покажчик крутизни)

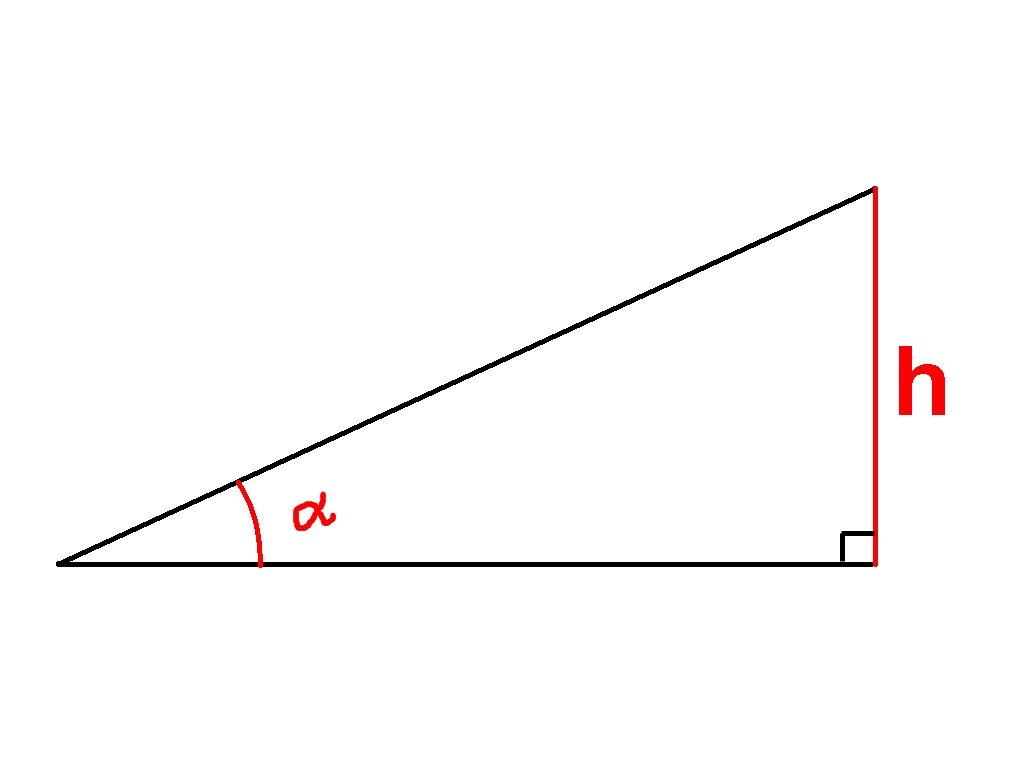
Похил поверхні дорівнює тангенсу кута, — відношення перпендикуляра, опущеного із точки поверхні на пряму поверхню до довжини прямої поверхні від початку похилу (при вершині кута) до перпендикуляра

По́хил (англ. grade, slope, incline, gradient, mainfall, pitch, rise) —
1. Положення чого-небудь під кутом між горизонтальною і вертикальною площинами.
2. Показник крутизни схилу. Оцінюється відношенням різниці висот точок місцевості до відстані між точками. Наприклад, похил, який дорівнює 0,020, відповідає підйому (пласта, шару, товщі тощо) 20 м на відстані 1000 м.

## Приклад
Похил рейкової колії (англ. railway track gradient) — тангенс кута нахилу колії (рейки) до горизонту. Величина похилу рейкової колії визначається відношенням перевищення кінців відрізка колії до довжини цього відрізка і виражається десятковим дробом, наприклад, похил 0,005 характеризує перевищення колії 5 см на відрізку 10 м.

## Інтернет-ресурси
- British railway gradients and their signs. Railsigns. Архів оригіналу за 16 жовтня 2017. Процитовано 16 жовтня 2017.